# Macrotia
La macrotia o macrozia è una malformazione congenita dell'orecchio esterno in cui il padiglione auricolare, la cui altezza è tipicamente 58–62 mm nelle femmine e 62–66 mm nei maschi, si presenta in dimensioni superiori rispetto al normale.
In certi casi un intervento chirurgico di otoplastica viene effettuato per ridurne le dimensioni, generalmente per motivi estetici.